# Falabella
Falabella es una tienda por departamentos chilena fundada en 1889 por una familia italiana radicada en Chile, perteneciente al grupo del mismo nombre. Cuenta con más de 100 tiendas en Chile, Perú y Colombia, más de 30 marcas propias y 24 000 empleados. Se la considera la empresa de retail más grande y valiosa de América Latina.

## Historia

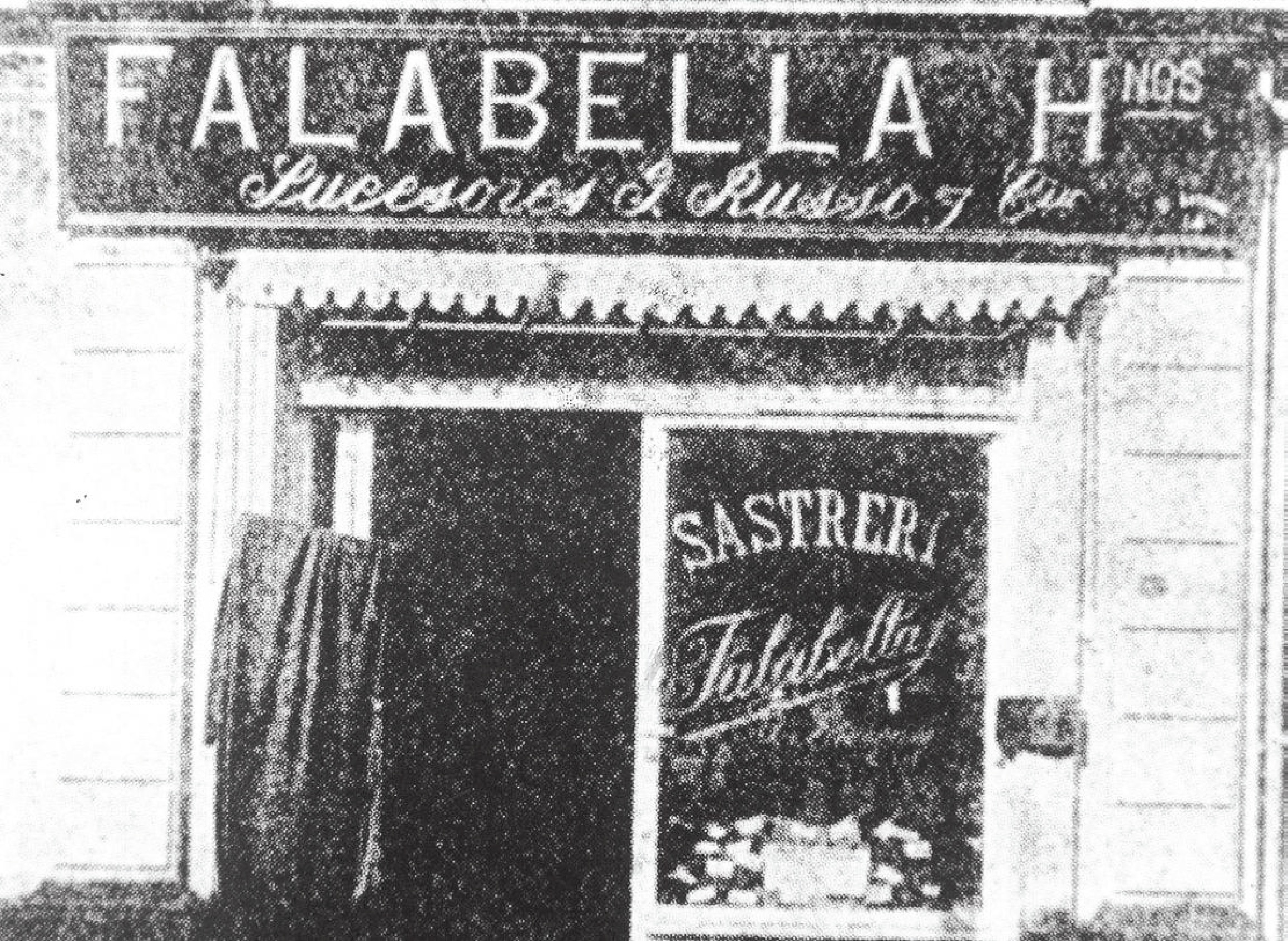
Primera tienda Falabella en Santiago de Chile.

La historia de Falabella se remonta a 1889 con la inauguración de la Gran Sastrería Económica Italiana ubicada en la céntrica calle Ahumada en Santiago de Chile. Este establecimiento, fundado por el inmigrante italiano Salvatore Falabella Cardone, evolucionaría y adoptaría el nombre definitivo de Falabella.
En la década de 1920 los hermanos Arnaldo y Roberto Falabella, descendientes de Salvatore Falabella, desempeñaron roles clave en la estrategia de la empresa. Posteriormente, Eliana Falabella, hija de Arnaldo, propone diversificar la oferta de productos agregando vestuario femenino y artículos del hogar.Durante la década de 1930, Alberto Solari, esposo de Eliana, se une a la compañía impulsando lo que sería la primera tienda por departamentos de Chile. Además de la variada oferta de productos, se presentaba un nuevo modelo de atención donde el vendedor no estaba detrás de un mesón.
En la década de 1960 Reinaldo Solari, hermano de Alberto Solari, estableció vínculos con la empresa a través de su compañía de construcción y la empresa de confección de vestimenta Cycsa (posteriormente Mavesa). Lideró la expansión de Falabella a nivel nacional abriendo la primera tienda fuera de Santiago de Chile, en la ciudad de Concepción en 1962.
En mayo de 1979 se crea la tarjeta de crédito, CMR Falabella, la cual a finales de 2020 se unifica y pasa a ser un producto de Banco Falabella. En octubre de 1983 ingresa por primera vez en un centro comercial en el Mall Parque Arauco mediante la apertura de una tienda que reemplazó a Gala-Sears.
Sus primeros eslóganes y campañas publicitarias fueron "Si es Chileno, es bueno si lo vende Falabella es Mejor",  "Bien vestido, bien recibido" y "Ahumada, la calle de Falabella". Campañas contemporáneas son "Belleza, 100% actitud" (protagonizada por Cecilia Bolocco, ex Miss Universo chilena), 4/7 días fantásticos (desde 2006 se eliminó el límite de los 7 días dejándolo solo en Días fantásticos), las OfertAhorros, Rebajas sobre rebajas, Pascua/Feliz navidad para todos, entre otras. 
Algunos de sus principales rostros han sido Rick Harrison, Cecilia Bolocco, Claudia di Girolamo, Cristián Campos, Kate Moss, Paulina Nin, Valeria Mazza, Gisele Bündchen, Sergio Lagos, Catalina Pulido, Paulina Vega, Juanes, Miguel Bosé, Ricky Martin, Chayanne, Benjamín Reyes, Gustavo Cerati y Úrsula Corberó.
En Chile y Perú compite con otras grandes tiendas como Ripley y París.

## Expansión

### Chile

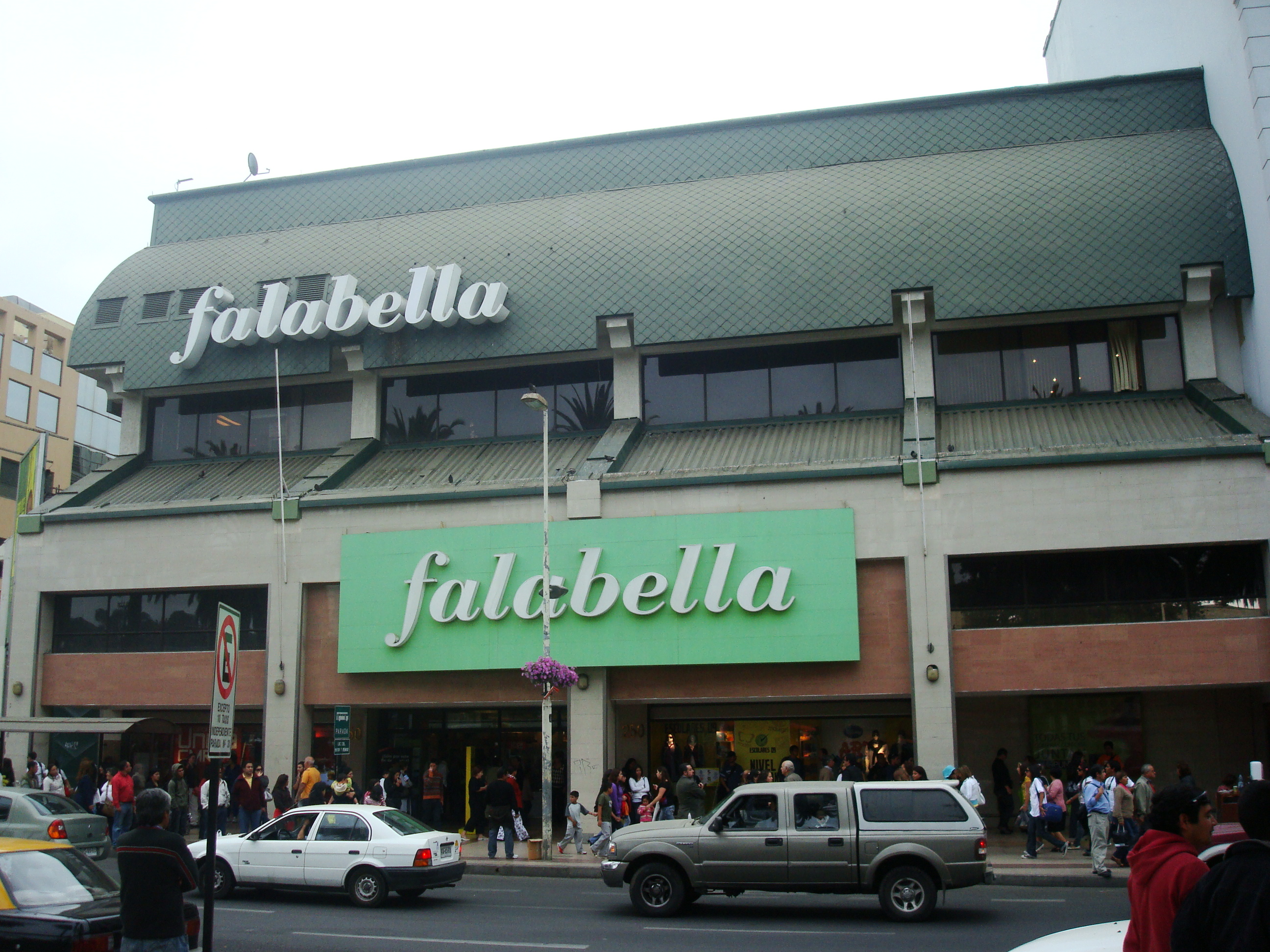
Tienda Falabella en Viña del Mar, Chile.

Chile es el país donde tiene mayor presencia, contando con 46 tiendas.
En 1962 se inauguró la primera tienda fuera de Santiago de Chile en el centro de la ciudad de Concepción. Se estableció en el mismo lugar que anteriormente albergaba la tienda por departamentos Gath & Chaves, entre las remodelaciones posteriores, destaca el portal Falabella, una estructura diseñada para proteger a los clientes de las lluvias.
En 1967, Falabella consolidaba su presencia en Santiago con ocho establecimientos en Calle Ahumada, otorgándole a esta artería el nombre popular de Calle Falabella. Un distintivo era la orientación de cada local a un público específico, abarcando desde alta costura femenina, moda juvenil, menaje para el hogar, e incluso un salón de té.
En octubre de 1983 ingresa por primera vez en un centro comercial al reemplazar a Gala-Sears en el Mall Parque Arauco.
En 1986 se inauguró la segunda tienda fuera de Santiago de Chile, ubicada en la ciudad de Temuco a pasos de la Plaza de armas Aníbal Pinto. Al año siguiente, en 1987 se continua la expansión con la apertura de otra tienda en Viña del Mar, situada al frente de la Plaza Sucre.
En la primera mitad de la década de los 90, Falabella inauguró su primera tienda en el Mall Plaza Vespucio, el primer centro comercial perteneciente al Grupo Falabella. En 1992, la expansión continuó con la apertura de la tienda Lyon en Providencia, Santiago, así como la incorporación de nuevas tiendas en las ciudades de Chillán y Rancagua. El año 1994 se inauguró la primera tienda en el sector poniente de Santiago, ubicada en el Mall Plaza Oeste. 
En la mitad de la década, en 1995, se llevó a cabo su segunda apertura en Concepción en el inaugurado Mall Plaza el Trébol. Además, se abrieron dos nuevas tiendas en el centro de las comunas de Valdivia y Osorno.
A finales de la década de los 90, en 1998, se inauguraron dos locales en los centros comerciales Mall Plaza La Serena y Mall Plaza Tobalaba, así como un local en el centro de la comuna de Copiapó. El último local de la década, en 1999, se estableció en la comuna de Valparaíso, a pocos pasos de la Plaza de la Victoria.
A principios de la década del 2000, se inauguraron los locales de Iquique, Curicó, Quilpué y Puerto Montt. En el año 2003, se inauguraron tres tiendas más: una en Los Ángeles, otra en el Mall Plaza Norte de Santiago y, finalmente, una en Calama. En 2004 se instala en el Portal La Dehesa como la primera tienda ancla del nuevo Centro Comercial. En 2005 se inaugura la tienda Puente, al costado de la Plaza de Armas de Santiago de Chile.
En marzo de 2008, se inauguró una nueva tienda orientada al público femenino, ubicada en las cercanías del centro comercial Apumanque. Sin embargo, en el año 2020, después de estar cerrada debido a la cuarentena del coronavirus, se convirtió en un centro de abastecimiento con el propósito de impulsar el crecimiento del Comercio electrónico.
En junio de 2012 se apertura una nueva tienda en el inaugurado Mall Costanera Center contando con 10 904 m².En mayo de 2016 se cierra la tienda ubicada en Mall Plaza Real, Copiapó priorizando la tienda ubicada en Mallplaza Copiapó.En junio de 2017, para la temporada de esquí, se realizó una estrategia de Marketing multicanal donde se ofrecía el retiro de productos comprados en línea en el Centro de esquí La Parva
En 2020, durante la cuarentena del coronavirus (COVID-19), Falabella comenzó a recibir una ola de reclamos debido al ineficiente servicio entregado a los clientes que realizaban compras en línea a través de su sitio web o aplicación móvil. A la fecha, Falabella se corona como la empresa de retail con mayor cantidad de reclamos en SERNAC, gran parte de ellos por retrasos de meses en las entregas, envío de productos defectuosos o incorrectos e, incluso, por ignorar las solicitudes de devolución de dinero y generación de notas de crédito que sus clientes legítimamente solicitan por los distintos canales de contacto habilitados por la empresa.
En noviembre de 2021, Falabella inauguró la remodelación de su tienda en el Mall Parque Arauco. Con cuatro niveles y 25 000 m², es la primera tienda insignia de la cadena y la más grande de su tipo en Sudamérica. adicionalmente ofrece servicios de personalización de prendas, Personal shopper, Sastrería a Medida y un stand de Movistar Game Club. En diciembre de 2022, el local Expo Falabella en Puente Alto fue transformado en la primera tienda en formato exprés en Chile. En abril de 2023 por planes de rentabilización de la compañía se cierra la tienda ubicada en Mall Plaza Alameda, en octubre del mismo año se suma la tienda ubicada en Mall Plaza Sury a principio del año 2024 se anuncia el cierre de la tienda Lyon, después de 31 años de funcionamiento, cierre efectivo a realizar en febrero.

### Argentina

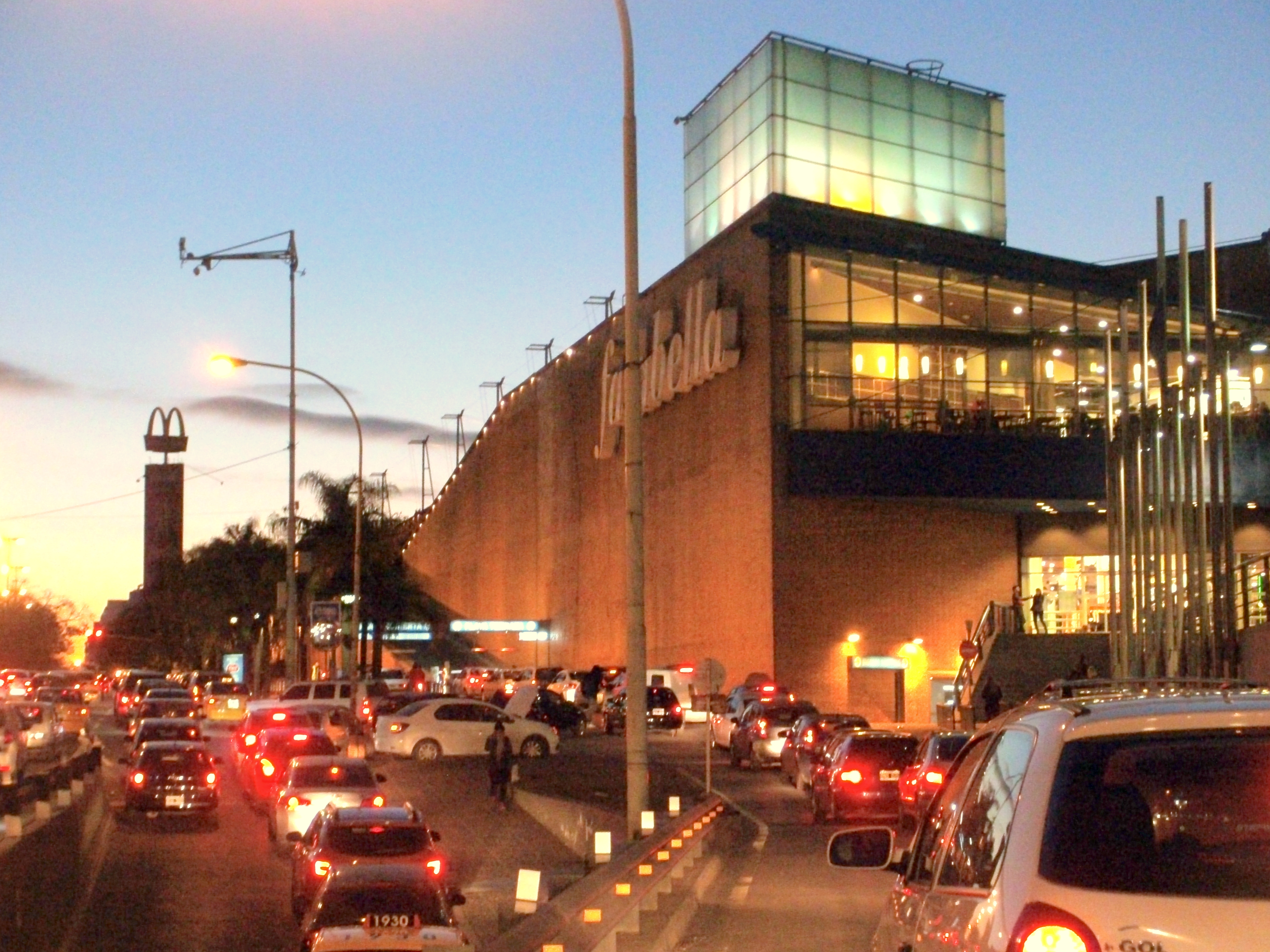
Centro comercial y tienda Falabella de la ciudad de Córdoba.

Juan Cuneo socio accionista impulso al inicio de los años 90 la expansión hacia el exterior. Se inició en Argentina con la primera filial en Mendoza Plaza Shopping , Mendoza en 1993. Inicialmente la estructura local estuvo posicionada en Rosario para luego trasladarse a Buenos Aires. En su apogeo contó con un total de 12 tiendas ubicadas en Buenos Aires, Mendoza, Rosario, Córdoba y San Juan, lo que correspondía a un 7.7% de la Superficie bruta alquilablede la compañía. 
En junio del 2019, la crisis económica obligó el cierre de múltiples tiendas, entre ellas la emblemática de calle Florida en pleno centro de Buenos Aires. Según algunas versiones periodísticas del portal Infobae la empresa abandonaría el país hacia fines de 2020. Dato que fue desmentido mediante un comunicado donde aclaraba que buscaba un socio local para capitalizar sus actividades en Argentina.
El 6 de abril de 2021 Falabella informó que cerraría sus últimas tres sucursales ubicadas en Unicenter y la calle Florida en Buenos Aires y la sucursal de Rosario.Posteriormente continuó vendiendo de modo en líneahasta el 31 de mayo del mismo año cuando la firma anunció que cerraría su canal de venta en línea tras el fracaso en la búsqueda de un socio estratégico y sus servicios de viajes y seguros serían traspasados a otras empresas. Cabe destacar que el grupo Falabella sigue teniendo presencia en el país mediante Sodimac.

### Colombia
Falabella Colombia cuenta con 26 tiendas, más de 160 mil metros cuadrados comerciales, en diferentes ciudades de Colombia como Bogotá, Medellín, Cali, Barranquilla, Cartagena, Bucaramanga, Pereira, Manizales, Chia, Ibagué y Villavicencio. Falabella Colombia tiene una participación accionaria integrada por la Sociedad Falabella con el 65 % y por la multinacional Corona con el 35 %.
En noviembre de 2005 inauguró su primer local en Colombia, en el Centro Comercial Santafé de Bogotá. A mediados de mayo de 2007 abrió sus puertas al noroeste de la capital colombiana, en el centro comercial Plaza Imperial (Suba) con un área de 10 000 m². Y en Medellín, abierta al público el 9 de noviembre de 2007 en el centro comercial San Diego.
En 2009, se abren las puertas de otros locales en la capital colombiana ubicados en el barrio Modelia, en el centro comercial Hayuelos hacia el oeste de la ciudad, en Unicentro, en el centro comercial Bima (Cerrada entre 2011 o 2012), en el centro comercial Galerías en la localidad de Chapinero y el primero en el sur de la ciudad en el nuevo centro comercial Centro Mayor, este último inaugurado el 26 de marzo de 2010. 
En noviembre de 2010, abre su nueva tienda en el centro comercial Parque Arboleda (Parque Arauco) de la firma chilena en la ciudad de Pereira en Colombia, proyectando este almacén por departamentos como el nuevo líder en la región.
En mayo de 2013, la cadena inaugura una nueva tienda en la ciudad de Floridablanca, muy cerca de la ciudad de Bucaramanga, en el nuevo centro comercial Parque Caracolí & Bulevard del Parque, de Parque Arauco.Y el siguiente año, abrió sus puertas en el Centro Comercial Cacique, de Bucaramanga, y en el Centro Comercial Acqua Power Center en la ciudad de Ibagué.
En 2016, Falabella inaugura una tienda en el Centro Comercial Primavera Urbana en la ciudad de Villavicencio en Colombia, siendo así el primer almacén de Falabella en abrir sus puertas en los Llanos Orientales. Así mismo, inaugura dos tiendas en la ciudad de Bogotá en el Centro Comercial Plaza Central y en el Centro Comercial Parque La Colina
Finalmente para el año 2017 ya tendría una megatienda ubicada en El Centro comercial Pacific Mall de la ciudad de Cali, siendo así una de las tiendas Falabella más grandes del país. También se inaugura una tienda en el centro comercial Multi Plaza Bogotá.
En agosto de 2018, Falabella abre su tienda de retail en la ciudad de Manizales ubicada en el centro comercial Mallplaza Manizales.

### Perú
El 11 de noviembre de 1952, la cadena Sears Roebuck del Perú S.A.abrió su primera tienda en el distrito de San Isidro. Posteriormente abrió nuevos locales en el Centro de Lima, Miraflores y en el centro comercial Plaza San Miguel.

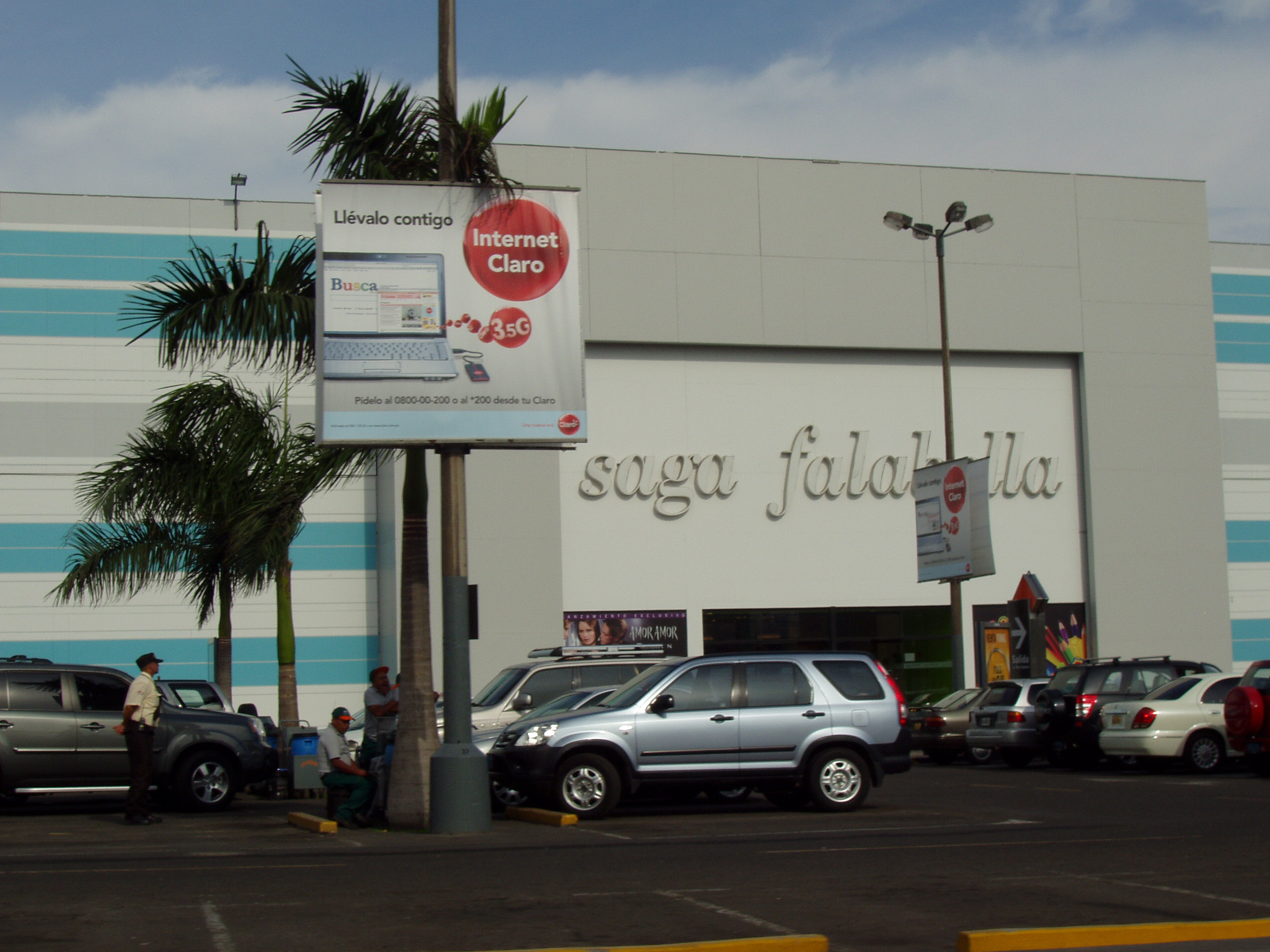
Tienda en el distrito de San Miguel (Lima) con el nombre Saga Falabella utilizado hasta 2018

En 1988, la cadena es renombrada como «Sociedad Andina de los Grandes Almacenes», con las iniciales SAGA, después de que Sears abandonara sus operaciones en Sudamérica. El 18 de noviembre de 1994 SAGA inició sus operaciones en la Bolsa de Valores de Lima.
En 1995, Falabella adquirió SAGA y así concretó su ingreso al mercado peruano, introduciendo ese mismo año la tarjeta de crédito CMR.Inició sus actividades a inicios del año 1996, sin embargo los nuevos dueños deciden mantener el nombre Saga y anexarlo al nombre Falabella para establecerse mejor en el mercado peruano.
En provincias, desde el año 2000 se inauguraron tiendas de formato express en ciudades como Trujillo y Chiclayo, hasta que, en el año 2002, Saga Falabella inauguró una tienda convencional en la ciudad de Arequipa, buscando descentralizar su oferta en provincias.
En el 2003, inauguran otra tienda en la ciudad de Piura. La expansión dentro del Perú continuaría con una nueva tienda en Chiclayo en 2005 y otra en Trujillo un año después.
El 8 de septiembre del 2010, Saga Falabella inaugura una tienda en el centro comercial Open Plaza Angamos, que posee la primera "tienda ecológica" del Perú, ya que tiene sistemas de ahorro de energía y agua.
En agosto del 2015, Falabella inaugura la tienda número 100 en América Latina, situada en el centro comercial Real Plaza Centro Cívico (Cercado de Lima).
Tras 23 años de operación en el Perú, el 24 de enero de 2018 formal y parcialmente se eliminó el nombre Saga cambiando la denominación simplemente a Falabella al igual que en los demás países. Este cambio se había iniciado en diciembre del 2017, con la versión peruana del tradicional spot de Navidad con Chayanne, que fue el primero en omitir Saga.
En noviembre del 2019, Falabella inaugura otra tienda en el centro comercial Real Plaza Puruchuco en el distrito de Ate.
En 2021 se retomaron las tiendas de formato express con una apertura en la ciudad de Huarazy en el 2022, se inaugura otra tienda express en Tacna.
En 2021 Falabella inauguró su primera tienda en la ciudad de Cusco en el Centro Comercial Real Plaza Cuzco.
Los principales rostros de Falabella en este país son Gisele Bündchen, Christian Meier, Ricky Martin, Úrsula Corberó, Carolina Cano, Anahí de Cárdenas y Alondra García-Miró.
Actualmente posee 35 tiendas en Perú (Lima, Arequipa, Trujillo, Cusco, Chiclayo, Piura, Cajamarca, Huancayo, Chimbote, Iquitos e Ica) y una gran variedad de marcas registradas como Sybilla, Commodore, Doo Australia, entre otras.